# Cultura de Angola

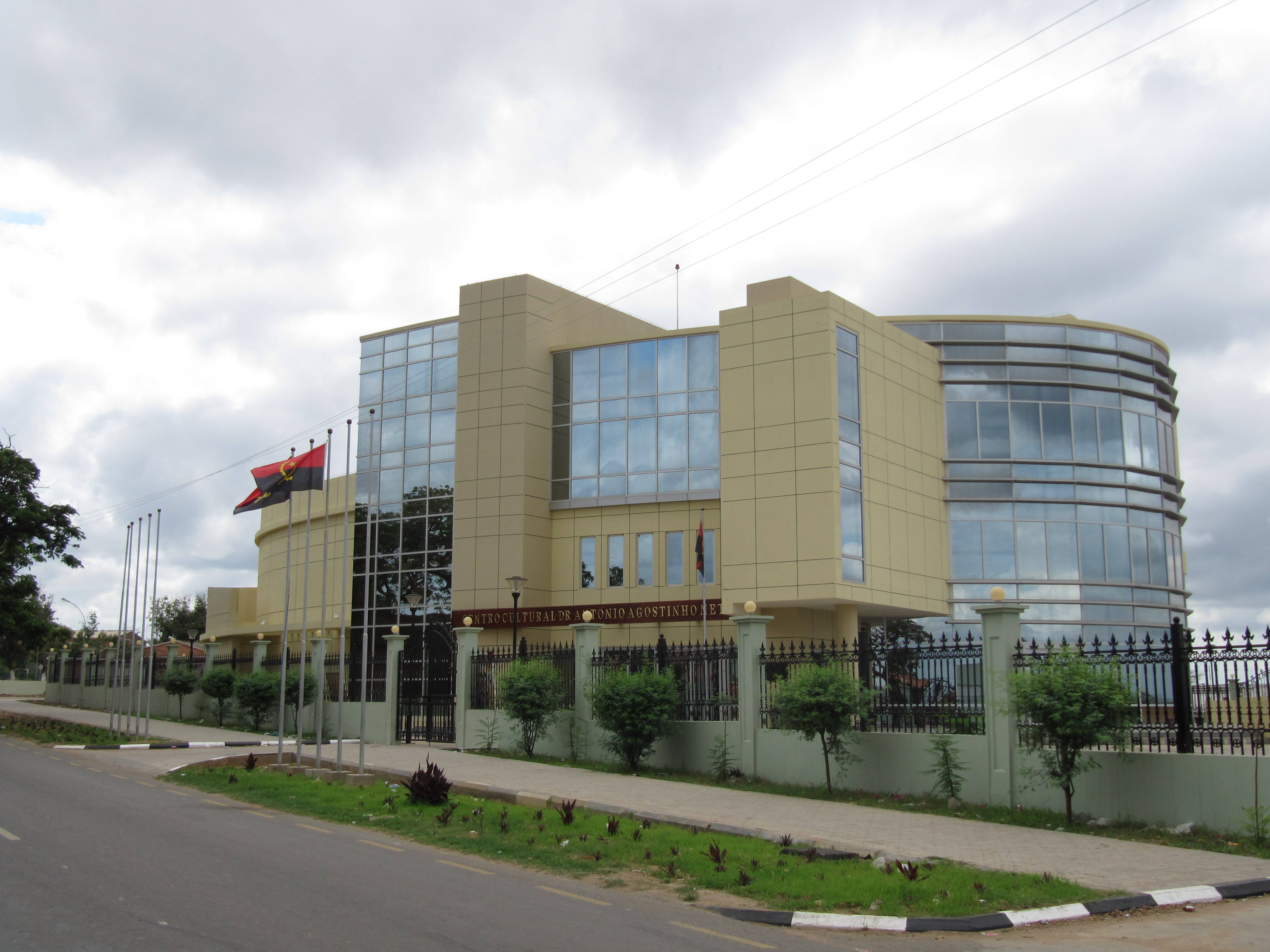
Centro Cultural Agostinho Neto em Catete, na província de Luanda

A cultura de Angola, país da África Austral, refere-se principalmente às práticas culturais observáveis dos seus 37 milhões de habitantes  (estimada em 2024). Ela é por um lado tributária das etnias que se constituíram no país há séculos — principalmente os ovimbundos, ambundos, congos, chócues e ovambos. Por outro lado, Portugal esteve presente na região de Luanda e mais tarde também em Benguela a partir do século XVI, ocupando o território correspondente à Angola de hoje durante o século XIX e mantendo o controle da região até 1975. Esta presença redundou em fortes influências culturais, a começar pela introdução da língua portuguesa e do cristianismo. Esta influência nota-se particularmente nas cidades onde hoje vive mais de metade da população. No lento processo de formação uma sociedade abrangente e coesa em Angola, que continua até hoje, registam-se por tudo isto elementos culturais muito diversos, em constelações que variam de região para região.

## Línguas e povos

Mapa dos povos de Angola

O artigo Línguas de Angola sintetiza as informações necessárias sobre as línguas de Angola.
Além do português (71%) oficial, com suas especificidades (português angolano, cerca de cem línguas são faladas em Angola, principalmente línguas bantas, mas também línguas coissãs. As línguas africanas mais difundidas são o umbundo (23%), o congo (8-9%) e o quimbundo (8%), línguas das etnias dominantes.
O português é a única língua oficial de Angola. Para além de numerosos dialectos, Angola possui mais de vinte línguas nacionais.
A língua com mais falantes em Angola, depois do português, é o umbundo, falado na região centro-sul de Angola e em muitos meios urbanos. É língua materna de 26% dos angolanos.
O quimbundo é a terceira língua nacional mais falada (20%), com incidência particular na zona centro-norte, no eixo Luanda-Malanje e no Cuanza Sul. É uma língua com grande relevância, por ser a língua da capital e do antigo reino dos N'gola. Foi esta língua que deu muitos vocábulos à língua portuguesa e vice-versa. O quicongo (falado no norte, Uíge e Zaire) tem diversos dialectos. Era a língua do antigo Reino do Congo. Ainda nesta região, na província de Cabinda, fala-se o fiote ou ibinda. O chócue é a língua do leste, por excelência. Têm-se sobreposto a outras da zona leste e é, sem dúvida, a que teve maior expansão pelo território da actual Angola. Desde a Lunda Norte ao Cuando Cubango. Cuanhama (kwanyama ou oxikwnyama), nhaneca (ou nyaneca) e mbunda são outras línguas de origem bantu faladas em Angola.
No sul de Angola são ainda faladas outras línguas do grupo khoisan, faladas pelos san, também chamados bosquímanos.
Os grupos étnicos em Angola mais importantes em termos numéricos são:
- Ovimbundos, congos, ambundos, chócues, nhaneca-humbes, ganguelas...

## Tradições

### Religiões
- Religiões tradicionais africanas, animismo, fetichismo, espíritos tutelares, mitologias africanas
- Religião na África, antropologia da religião
- Cristianismo na África, islamismo na África
- Religião em Angola
- Cristianismo (70–75%) (95% segundo alguns, somando todas as práticas):
  - Catolicismo (45–50%),
  - Protestantismo (20–25%), incluindo evangelicalismo (incluindo tocoísmo), anglicanismo, metodismo, adventismo
  - A Igreja de Jesus Cristo dos Santos dos Últimos Dias
  - Igreja Kimbanguista, Igreja Universal do Reino de Deus
- Religiões minoritárias:
  - Islamismo em Angola (0,5%)
  - Fé bahá'í,
  - Hinduísmo
  - Judaísmo, Casa Chabad, Arcadi Gaydamak
- Religiões tradicionais africanas (5–15%)

### Símbolos
- Brasão de Angola
- Bandeira de Angola
- Hino nacional: Angola Avante!
- Lema nacional: Virtus Unita Fortior (latim), a união faz a força
- Animal nacional: Palanca-negra-gigante

### Práticas
As práticas sociais, rituais e eventos festivos fazem parte (em parte) do Patrimônio Cultural Imaterial da Humanidade.
- Angolanidade, identidade nacional angolana

### Feriados
- Feriados em Angola

| Data           | Nome                                         | Observações                                                 |
| -------------- | -------------------------------------------- | ----------------------------------------------------------- |
| 1 de janeiro   | Ano Novo                                     |                                                             |
| 4 de janeiro   | Dia dos mártires da repressão colonial       |                                                             |
| 25 de janeiro  | Dia de Luanda                                | apenas em Luanda                                            |
| 4 de fevereiro | Início da luta armada                        |                                                             |
| 8 de março     | Dia da Mulher                                |                                                             |
| 27 de março    | Festa da Vitória                             |                                                             |
| 4 de abril     | Dia da Paz e da Reconciliação Nacional       |                                                             |
|                | Sexta-feira Santa                            |                                                             |
| 1 de maio      | Dia do Trabalho                              |                                                             |
| 25 de maio     | Dia de África                                | dia da fundação da Organização da Unidade Africana, em 1963 |
| 1 de junho     | Dia das Crianças                             |                                                             |
| 17 de setembro | Aniversário do nascimento do Presidente Neto | Agostinho Neto é o fundador da República de Angola          |
| 2 de novembro  | Festa de Finados                             |                                                             |
| 11 de novembro | Dia da Independência                         | Feriado nacional                                            |
| 25 de dezembro | Natal                                        |                                                             |

Quando um feriado cai num domingo, a segunda-feira seguinte é feriado. (Este sistema era praticado até à chegada do presidente João Lourenço ao poder (2017). Desde então, quando um feriado cai num domingo, já não é transferido para a segunda-feira seguinte.)

## Vida social

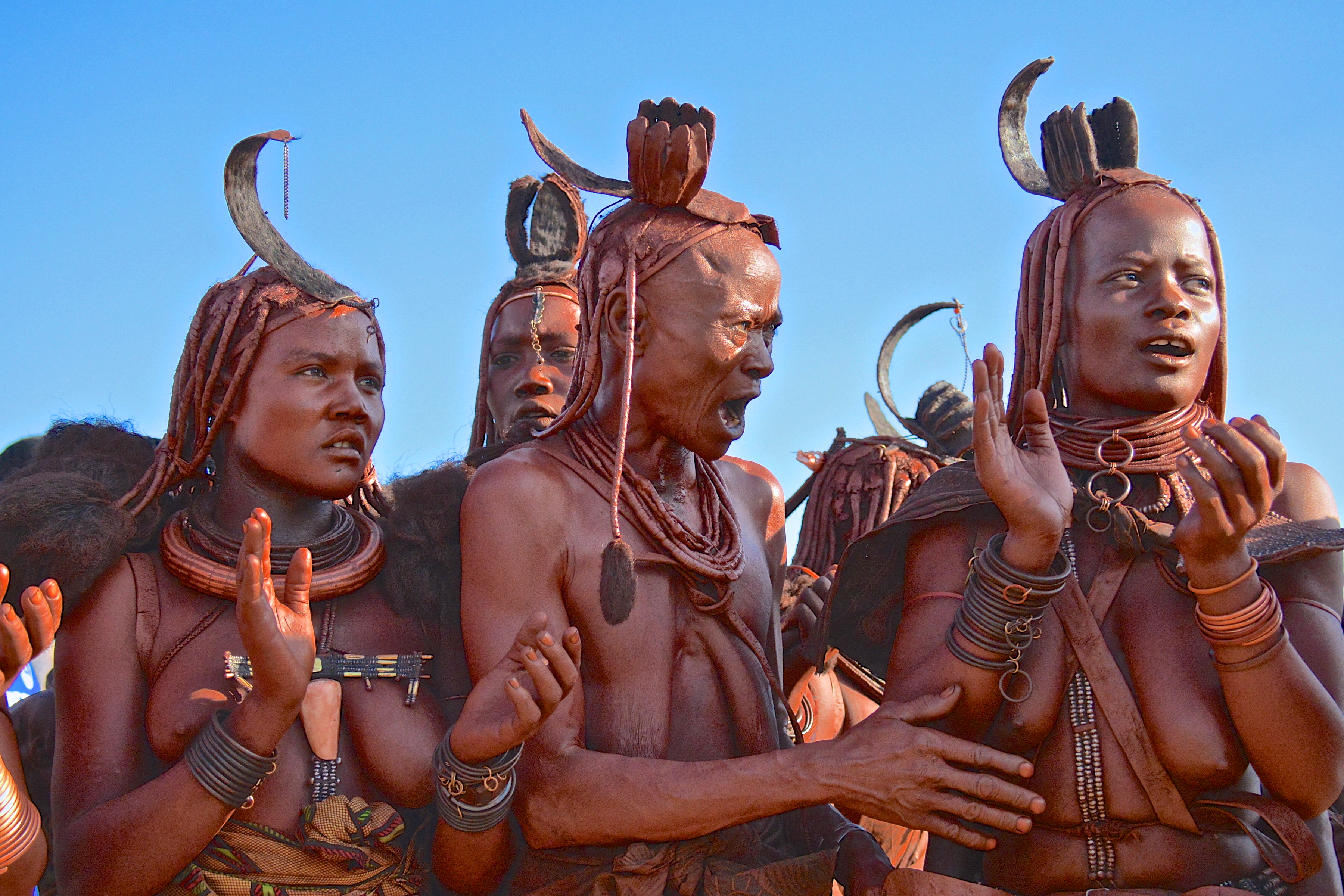
Mulheres himbas na província de Namibe

### Família
- Mutilação genital feminina
- Direitos LGBT em Angola

### Sociedade
- Angolanidade
- Lista de angolanos

#### Histórico
Antes da chegada dos europeus, os grupos humanos viviam de maneira tradicional. Não existia propriedade privada, o capital (agrícola, mineiro) estava nas mãos da tribo. Durante uma guerra, a tribo tomava posse dos cativos. Um escravo que fugisse podia ser acolhido por outra chefia, mas ficava à mercê dela. O homem sozinho, sem clã, sem tribo, não era nada. As pessoas viviam em cabanas.
Durante a colonização no século XIX, os portugueses construíram as primeiras cidades e belas residências de alvenaria, reservadas aos colonos brancos. As cidades compreendiam uma “cidade europeia” e uma “cidade indígena”. As disparidades entre os bairros das cidades ainda são visíveis hoje em dia.
Os portugueses construíram algumas escolas, mas foi principalmente durante a guerra da independência (1961) que a ocidentalização se acelerou (a taxa de escolarização passou de 4% para 15%), e a independência reforçou ainda mais esse fenômeno. Em um dos países mais pobres do mundo, muitos camponeses e mulheres ainda andam descalços e com os seios à mostra, mesmo em Luanda, enquanto os novos-ricos que herdaram o poder dos colonizadores fazem estudos universitários e seguem cada vez mais a moda brasileira (rádio, televisão, vestuário).
Como em muitos países do Terceiro Mundo, os homens trabalham (fora de casa) e as mulheres cuidam exclusivamente do lar e da educação dos filhos. As meninas raramente vão à escola. As pessoas têm famílias numerosas. No entanto, as sociedades foram destruídas pela guerra civil, e há muitos órfãos, feridos graves ou ex-crianças-soldados. O sistema de ensino é medíocre e depende da ajuda internacional.
Desde a independência, o Movimento Popular de Libertação de Angola (MPLA) mantém o poder político, e alguns membros da elite tomaram o controle da economia do país. A etnia no poder é composta em grande maioria por ovimbundos, uma minoria ínfima de mestiços e alguns congos.

### Educação
- Educação em Angola
- Lista de instituições de ensino superior em Angola

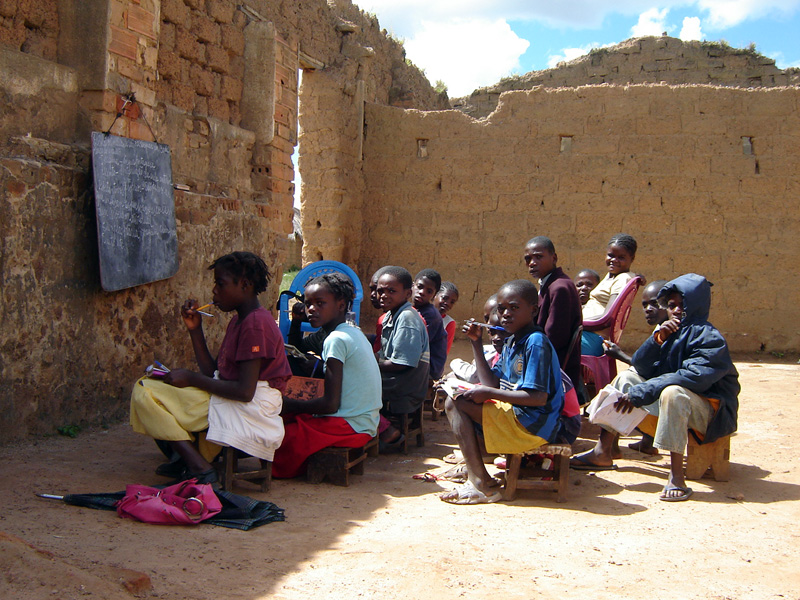
Escola em Angola

Antes do século XX, os africanos transmitiam seus conhecimentos (medicina, carpintaria, agricultura) na família, clã e aldeia.
Os colonos portugueses construíram as primeiras escolas primárias. Na independência, a taxa de escolarização entre os jovens era de 15%. Desde a independência, as organizações de ajuda internacional e, sobretudo, o Vaticano, construíram numerosas escolas primárias e secundárias.

### Diversos
- Criminalidade em Angola
- Tráfico de seres humanos em Angola
- Direitos humanos em Angola
- Corrupção em Angola

### Estado
- Lista de conflitos envolvendo a Angola
- Terrorismo em Angola
- Relatório da Anistia Internacional 2016–2017[3]
- Relatório da HRW 2016[4]

## Culinária

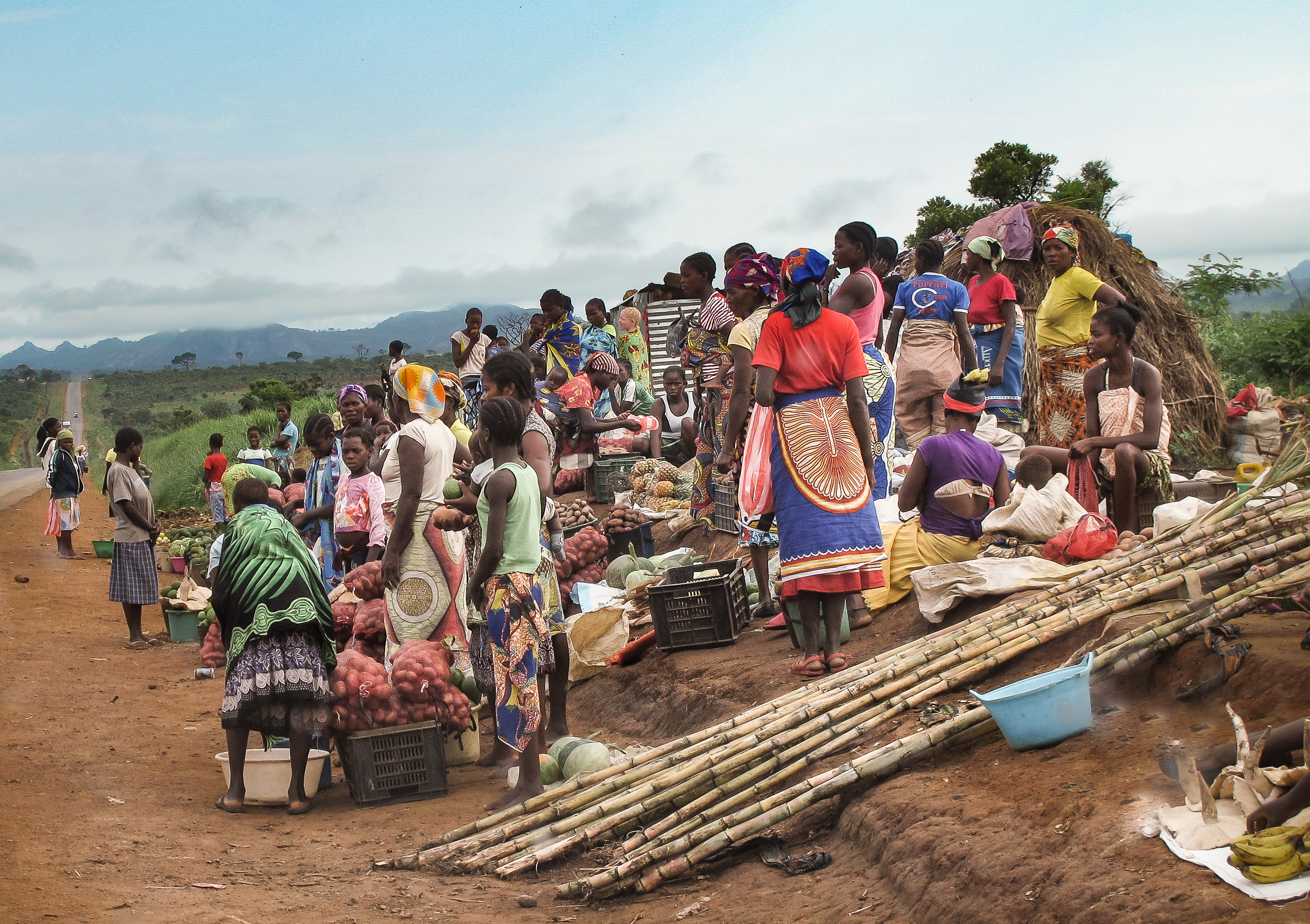
Venda de alimentos à beira da estrada

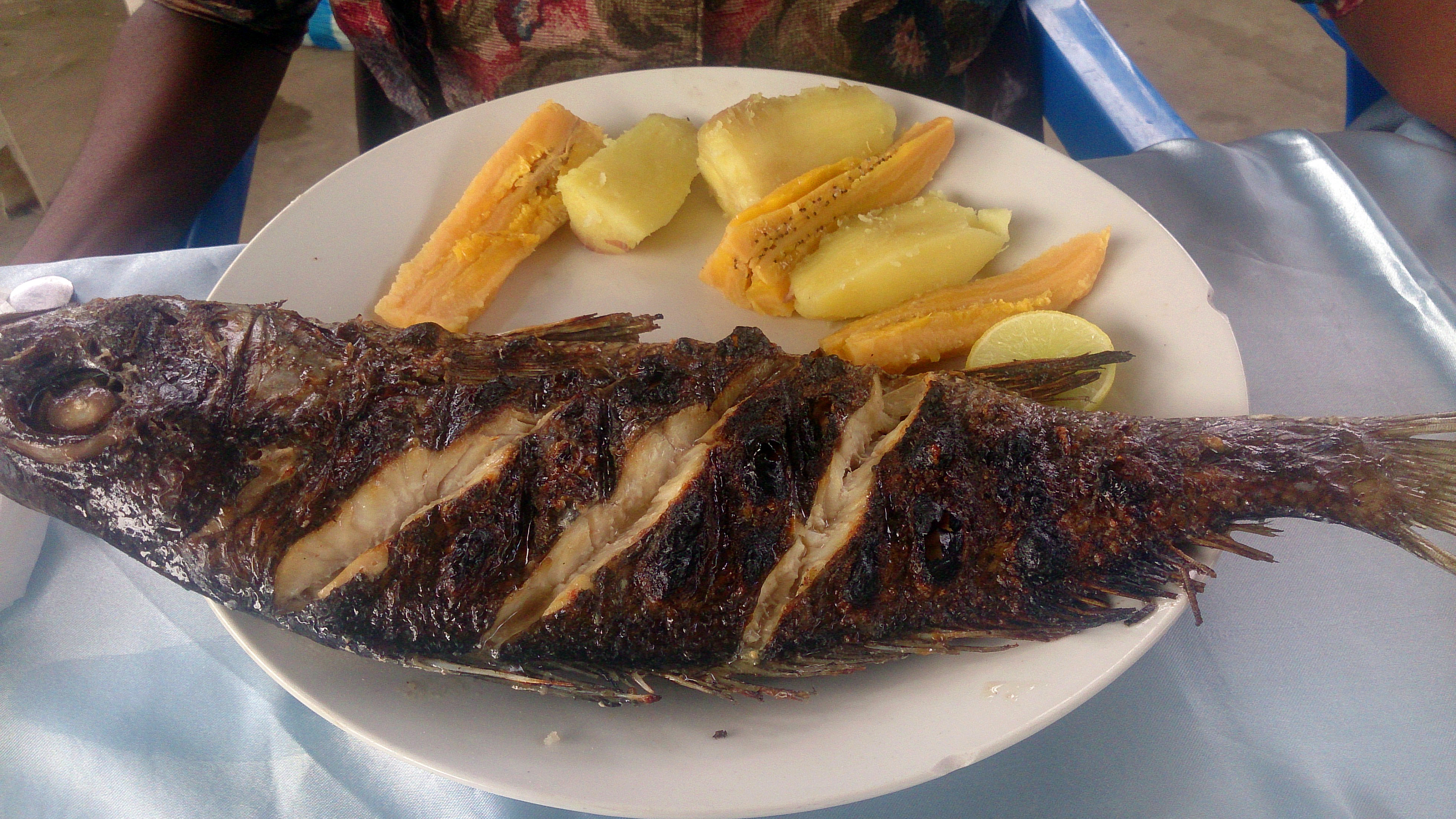
Calafate grelhado acompanhado de batata-doce e banana cozida

### Culinária
- Culinária de Angola
- Culinária de Moçambique, Culinária da África, Gastronomia de Portugal

## Saúde
- Saúde em Angola, febre amarela, cólera, malária, HIV/AIDS, desnutrição, saúde materna…

### Atividades desportivas populares
- Desporto em Angola
- Futebol, basquetebol, voleibol
- Mergulho, pesca
- Atletismo
- Ciclismo

### Desporto

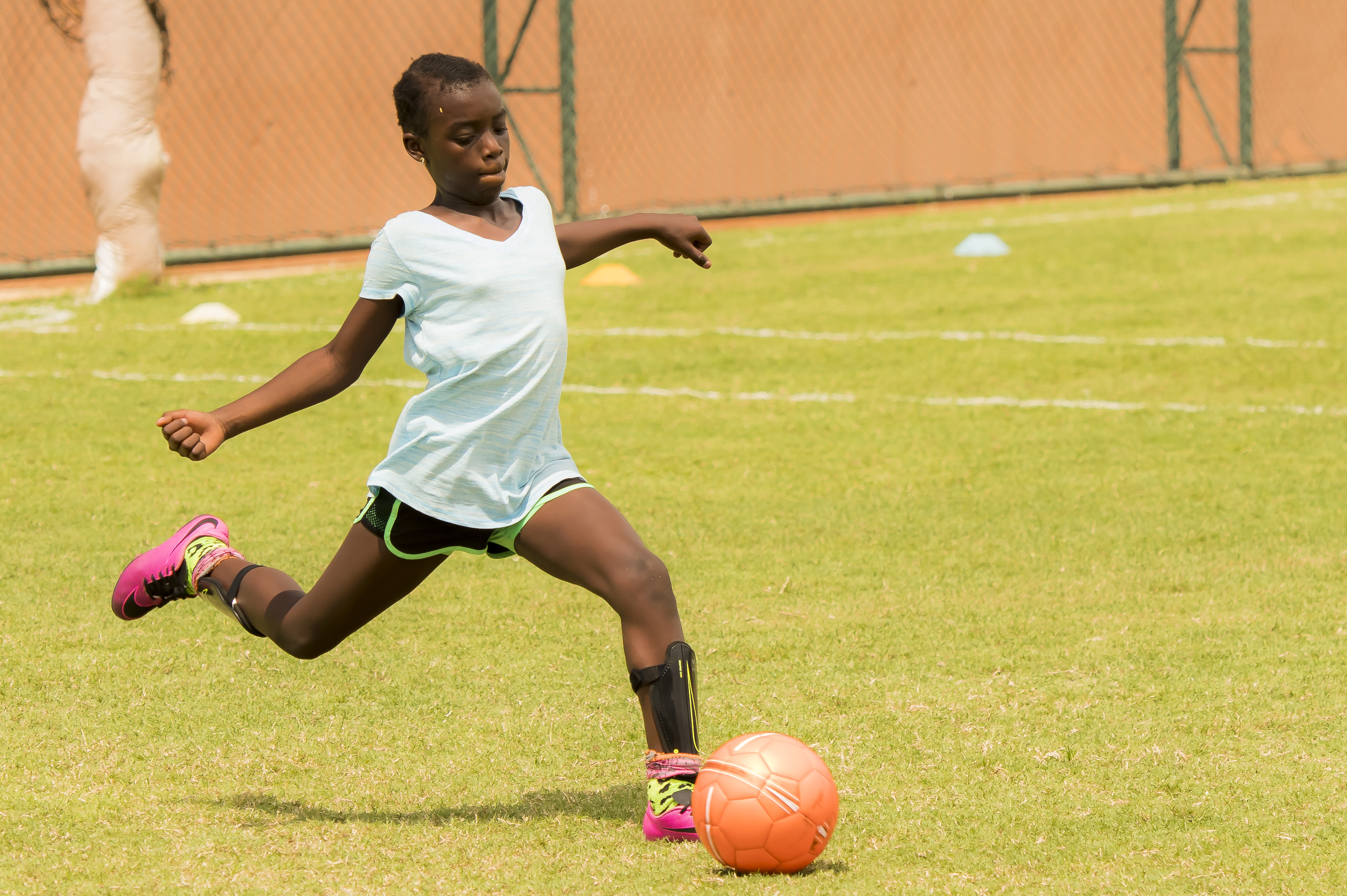
Início no futebol

- Várias secções desportivas relacionadas com Angola
- Desportistas de Angola
- Angola nos Jogos Olímpicos
- Jogos da Lusofonia, Predefinição:Lien
- Jogos Africanos ou Jogos Pan-Africanos, desde 1965, a cada quatro anos (...2011-2015-2019...)

#### Artes marciais
- Artes marciais angolanas: Bassula, luta praticada pelos pescadores

## Meios de comunicação
Em 2016, o ranking mundial sobre a liberdade de imprensa elaborado anualmente pelos Repórteres sem Fronteiras colocou Angola na 123.ª posição entre 180 países. Quase todos os meios de comunicação angolanos estão sob vigilância rigorosa há quase quarenta anos. O controle dos jornalistas continua permanente, apesar de uma ligeira abertura relacionada com o fim do monopólio estatal sobre a televisão.
- Média de Angola
- Telecomunicações em Angola incluindo rádio, televisão, telefone e internet
- Empresas de média de Angola
- Categoria:Empresas de telecomunicações de Angola
  - Angola Telecom[7]
- Jornalistas angolanos
- ANGOP[8]
- Censura[9][10][11][12]

### Imprensa
- Imprensa angolana: Jornal de Angola, O País

### Rádio
- Estações de rádio de Angola[13]
  - Rádio Nacional de Angola
  - Rádio Mais
- Rádios angolanas pela internet[14]

### Televisão
- Televisão em Angola
- Televisão Pública de Angola
- Dreamia
- DStv
- Lista de canais disponíveis na televisão por assinatura de Angola

### Internet (.ao)
- Internet em Angola
- Sites web angolanos[15]
- Sites sobre Angola[16]
- Youtubers de Angola

## Literatura
A literatura de Angola pertence à literatura lusófona: lusofonia, Comunidade dos Países de Língua Portuguesa.
- Travessias Imaginárias
- União dos Escritores Angolanos

A literatura de Angola nasceu antes da Independência de Angola em 1975, mas o projecto de uma ficção que conferisse ao homem africano o estatuto de soberania surge por volta de 1950 gerando o movimento Novos Intelectuais de Angola.

### Escritores
Lista cronológica seletiva (ver Escritores de Angola):
- José da Silva Maia Ferreira (1827-1867)
- José de Fontes Pereira (1838-1891)
- Joaquim Dias Cordeiro da Matta (1857-1894), folclorista
- António de Assis Júnior (1887-1960)
- Tomaz Vieira da Cruz (1900-1960)
- Óscar Bento Ribas (1909-2004)
- Fernando Monteiro de Castro Soromenho (1910-1968)
- Geraldo Bessa-Victor (1917-1985)
- Ernesto Cochat Osório (1917–2002), médico, poeta
- Agostinho Neto (1922-1979), Na pele do tambor
- António Jacinto (1924-1991)
- Agostinho André Mendes de Carvalho (Uanhenga Xitu, 1924-2014), O grande desafio (1975), O Ministro (1989)
- Mário Pinto de Andrade (1928-1990)
- Alda Lara (Alda Ferreira Pires Barreto de Lara Albuquerque) (1930-1962), poetisa
- Amélia Veiga, nascida em Portugal (1931-)
- Henrique Abranches (1932-2004)
- José Luandino Vieira (1935-)  pseudónimo literário de José Vieira Mateus da Graça e José Muimbu[19]
- Viriato Clemente da Cruz (1928-1973)
- Aristides Pereira (1937-)
- Henrique Guerra (1937-), contista
- Arlindo Barbeitos (1940-2021) (Arlindo do Carmo Pires Barbeitos)
- Nguidia Wendel (1940-), Nós voltarem, Luanda (1977)
- Manuel Rui (1941-), Cronica de um mujimbo, Quem me dera ser onda (2009)
- Pepetela (Artur Carlos Maurício Pestana dos Santos) (1941-), O Cão e os Caluandas (1980)
- José Mena Abrantes (1945-), dramaturgo, poeta, romancista
- Dia Kassembe (1946-), romancista
- Luís Filipe Guimarães da Mota Veiga (David Mestre, 1948-1998)
- Ana Paula Tavares (1952-), poetisa
- José Luis Mendonça (1955-)
- Adriano Botelho de Vasconcelos (1955-)
- João Melo (1955-)
- Lisa Castel (1955-)
- José Maria Pimentel (1956-)
- Isabel Ferreira (1958-)
- Dulce Braga (1958-)
- Frederico Ningi (1959-), poeta, jornalista
- Paulo de Carvalho (1960-)
- José Eduardo Agualusa (1960-), A vida no céu (Edições Quetzal, 2013), O Livro dos Camaleões (contos, 2015), A Sociedade dos Sonhadores Involuntários (romance, 2017),[20]
- Ana de Santana (1960-)
- Luís Kandjimbo (1960-), crítico, ensaísta
- Amélia da Lomba (1961-)
- Mbwango (Reis Luis) (1962-), A Zebra[21]
- Lopito Feijóo (1963-)
- Victor Kajibanga (1964-), sociólogo
- Sousa Jamba (1966-), jornalista, romancista
- Adriano Mixinge (1968-),[22] O ocaso dos pirilampos
- John Bella (Jorge Marques Bela, 1968-)
- Valter Hugo Mãe (1971-)
- Kandjila (1973-)
- Kardo Bestilo (1976-)
- Ondjaki (Ndalu de Almeida, 1977-)
- Alberto Graves Chakussanga (1978-2010), jornalista, assassinado
- Ribeiro Tenguna (1979-)
- Hélder Gregório de Oliveira (1980-)
- Lady Adelina Domingos Rosa (1981-)
- Domingos Cupa (1985-)
- Edgar Ginga Sombra (1988-)
- Hermenegildo Pascoal (1995-)
- Pedro de Gouveia Leite Mateus (?)

### Obras
- Mayombe (Pepetela)
- Antologia da Poesia Negra de Expressão Portuguesa (1958) (Mário Coelho Pinto de Andrade)
- As origens do Nacionalismo Africano (1997) (Mário Coelho Pinto de Andrade)
- Sagrada Esperança (Agostinho Neto)
- Yaka (Pepetela)
- A Morte do Velho Kipacaça (Boa Ventura Cardoso)
- A Geração da Utopia (Pepetela)
- O Ano do Cão (Roderick Nehone)
- Quem me Dera Ser Onda (Manuel Rui Monteiro)
- Sobreviver em Tarrafal de Santiago (António Jacinto)
- Terra Morta (Castro Soromenho)
- Viriato da Cruz - Poemas
- Espíritos e Ritos Angolanos (1958-1975) (Oscar Ribas)
- Contos Tradicionais Angolanos (1967-1989) (Oscar Ribas)
- O Vendedor de Passados (José Eduardo Agualusa)
- Bom Dia Camaradas (Ondjaki)

### Outras línguas
- Literatura em congo.[23]

## Artesanato
- Arte aplicada, artes decorativas, artes menores, artesanato artístico, artesãos, tesouro humano vivo, mestre de arte

Os conhecimentos práticos relacionados com o artesanato tradicional fazem parte (em parte) do Patrimônio Cultural Imaterial da Humanidade.

### Artes gráficas
- Caligrafia, iluminura, gravura, origami
- Arte rupestre

### Têxteis
- Artes têxteis, fibra, fibra têxtil, design têxtil
- Moda, trajes, vestuário, confecção de vestuário, estilismo
- Tecelagem, bordado, costura, tricô, renda, tapeçaria

### Couro
- Marroquim, sapateiro, curtume

### Papel
- Papel, impressão, técnicas de papelaria e gráficas, iluminura, design gráfico, design de interação

### Madeira
- Trabalho em madeira, apainelamento, carpintaria, marchetaria, entalhe, mobiliário, luteria

### Metal
- Metal, armeiro, fundição, douração, gravura em metal

### Olaria, cerâmica, faiança
- Mosaico, olaria, cerâmica, terracota

### Arte em vidro
- Arte em vidro, vidro, vitral, espelharia

### Joalharia, bijutaria, ourivesaria
- Lapidação, joalheria, horologia, ourivesaria

### Espaço
- Arquitetura de interiores, decoração, iluminação, cenografia, mosaico
- Jardim, paisagismo

## Artes visuais

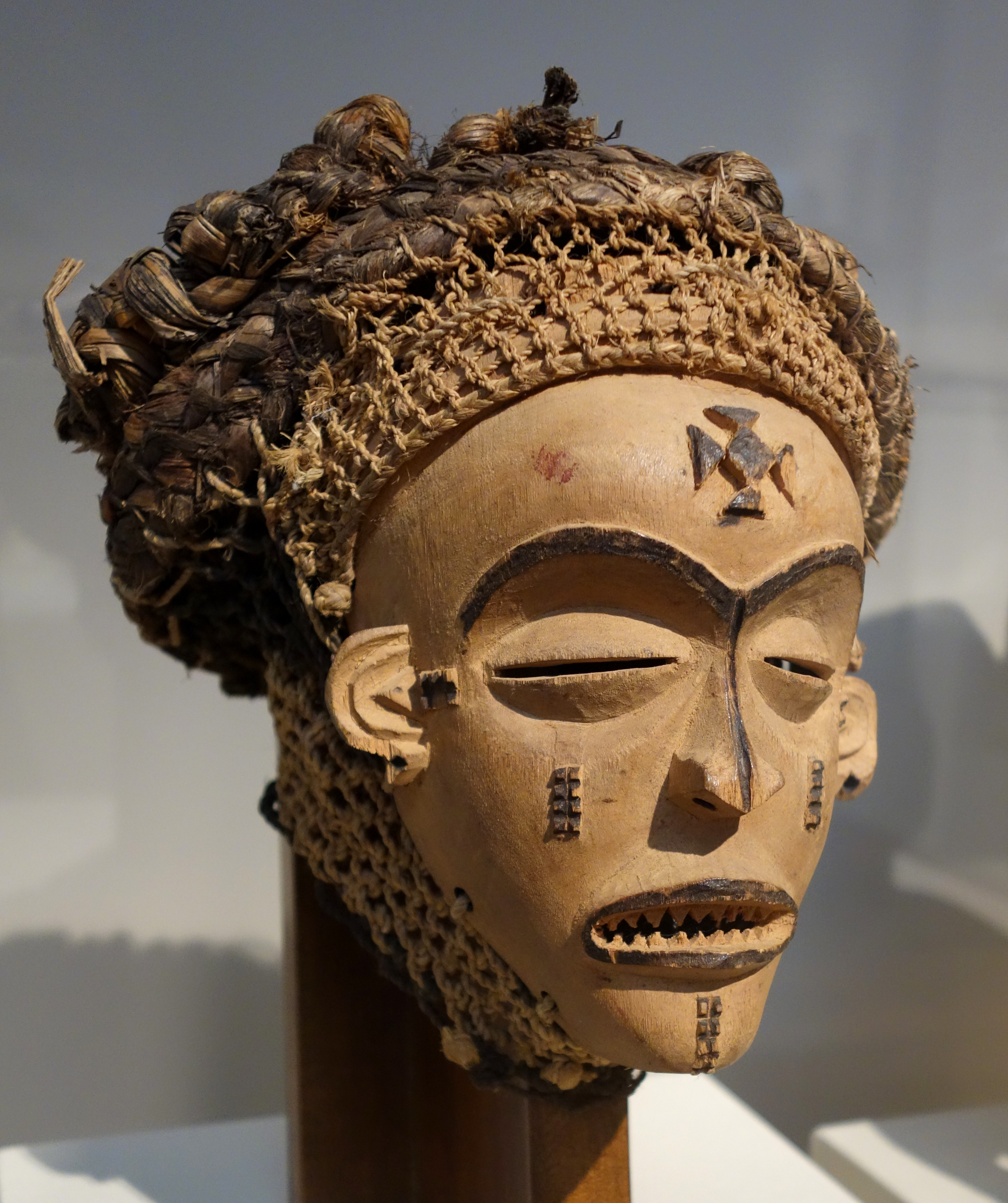
Máscara Pwo (chócues)

- Artes visuais, Artes plásticas, Arte bruta, Arte urbana
- Arte rupestre
- Arte tradicional africana, Arte contemporânea africana

### Desenho
- Desenho no chão[25]

### Pintura
- Pintura, Pintura por país

### Escultura
- Em madeira[26][27]
- Arte tribal chócues[28]
- Arte tribal iombes

### Arquitetura
- Arquitetura tradicional[29]
- Arquitetura colonial[30] Arquitetura colonial portuguesa
- Nova Cidade de Kilamba

### Arte angolana

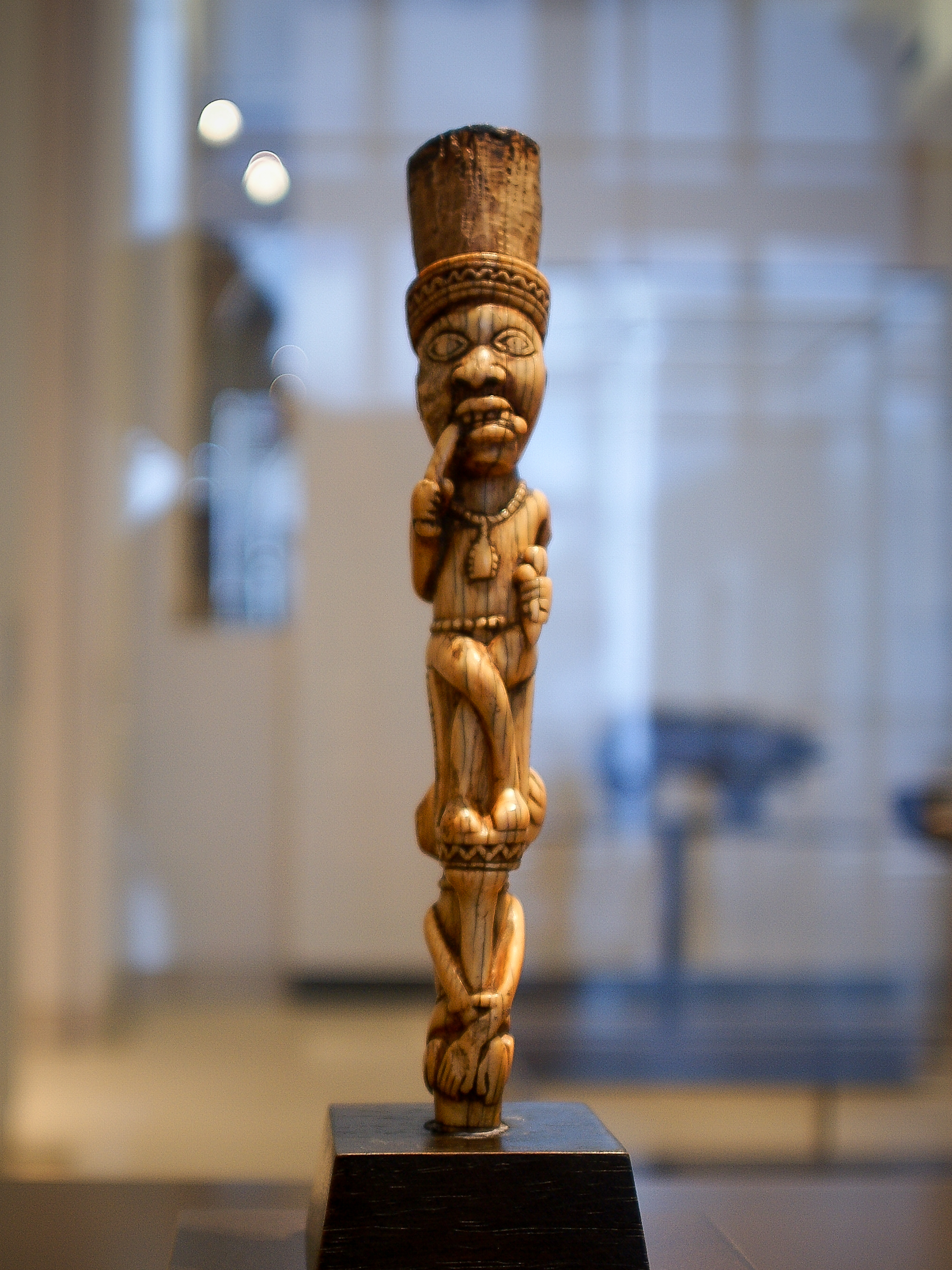
Escultura iombe, século XIX, no Louvre, Paris

Tal como acontece com a maioria da arte africana, as artes angolanas das máscaras de madeira e da escultura, em particular a arte da máscara azul de Angola, não são atividades criativas meramente estéticas. Elas desempenham um papel importante no cerimonial cultural, representando a vida e a morte, a passagem da infância para a vida adulta, a celebração de uma nova colheita e o início da temporada de caça.
Os artesãos angolanos trabalham madeira, bronze, marfim, malaquita ou cerâmica para fazer esculturas. Cada etnia tem sua própria arte. A escultura mais famosa da arte angolana é certamente o Pensador chócue, uma obra-prima de harmonia e simetria em suas linhas. Os lundas-chócues, no nordeste de Angola, também são famosos por suas artes plásticas superiores. Outros aspectos típicos da arte angolana incluem:
- a máscara feminina Mwnaa-Pwo usada pelos dançarinos masculinos em seus rituais de puberdade
- as máscaras policromáticas de Kalelwa usadas durante as cerimônias de circuncisão
- as máscaras de Cikungu e Cihongo, que evocam imagens da mitologia lundas-chócues. Duas figuras-chave deste panteão são a princesa Lueji e o príncipe da civilização Tschibinda-Ilunga.

### Mercados
A arte da cerâmica negra de Moxico do tronco/Angola oriental antes do final da década de 1980, toda a comercialização do artesanato estava sob o controle da Artiang, um braço do Ministério da Cultura. No entanto, com o fim desse monopólio comercial sobre a produção de arte, a arte em Angola floresceu. À medida que as máscaras e estátuas de madeira africanas cresceram em popularidade no Ocidente, a indústria do artesanato em Angola procurou atender à demanda por arte africana. As máscaras e bugigangas estilizadas criadas para chamar a atenção dos turistas são geralmente conhecidas como “arte de aeroporto”. São peças produzidas em série, ao gosto do turista médio, e carecem de qualquer ligação real às correntes culturais mais profundas dos povos angolanos.
Um dos maiores mercados de artesanato em Angola é o mercado de Futungo, ao sul de Luanda. É o principal centro de comércio de artesanato para turistas e expatriados. O mercado está aberto somente aos domingos. A maioria dos vendedores é congo, embora os próprios artesãos sejam de todos os diferentes grupos étnico-linguísticos. Futungo também tem a vantagem de estar perto das belas praias ao sul de Luanda, onde muitos residentes de Luanda passam os fins de semana para apreciar o sol e a areia da baía do Mussulo. Embora Alberto Bien descreva o mercado de Futungo dizendo que a maioria dos artigos encontrados são “do tipo arte de aeroporto”, um colecionador sério de arte africana pode encontrar um tesouro ocasional.
As convulsões políticas e sociais no Zaire na década de 1990 resultaram em um aumento no contrabando e na pilhagem de tesouros artísticos dos museus do país. Algumas dessas peças encontram compradores em Angola e são vendidas a preços muito altos. Mesmo que você não esteja procurando uma lembrança africana, uma visita ao mercado de Futungo pode ser uma aventura. Os vendedores costumam providenciar instrumentos tradicionais de músicos, como marimbas e kisanjis, xingufos (grandes chifres de antílope) e cilindros para dar a sensação de um festival na aldeia. Também se encontram trajes de guerreiros, roupas de pele de antílope e leopardo. Colares, escudos e guizos de tornozelo contribuem para o sabor local do mercado.

## Artes cénicas
- Espetáculos ao vivo, Performance, Arte sonora

### Música e dança
- Música por país, Música improvisada
- Música de Angola
- Instrumentos musicais de Angola
- Rock em Angola

A canção angolana mais famosa é kizuba (Venha cá, meu Senhor). Por outro lado, linguistas debatem se essa canção seria crioula, mais precisamente da língua gullah, do sul dos Estados Unidos. Se fosse esse o caso, ela teria sido importada para Angola por missionários e depois redescoberta.
Foram os escravos de origem angolana deportados para o Brasil que desenvolveram a capoeira, arte marcial praticada em Angola, que tem suas raízes em uma dança de combate pertencente aos rituais de casamento bantus, N'golo ou “dança da zebra”. Existem duas formas, a capoeira Angola, mais tradicional, e a capoeira regional. A capoeira se desenrola no meio de um círculo de homens chamado roda; um instrumento chamado berimbau comanda a formação da roda e determina o tipo de luta.

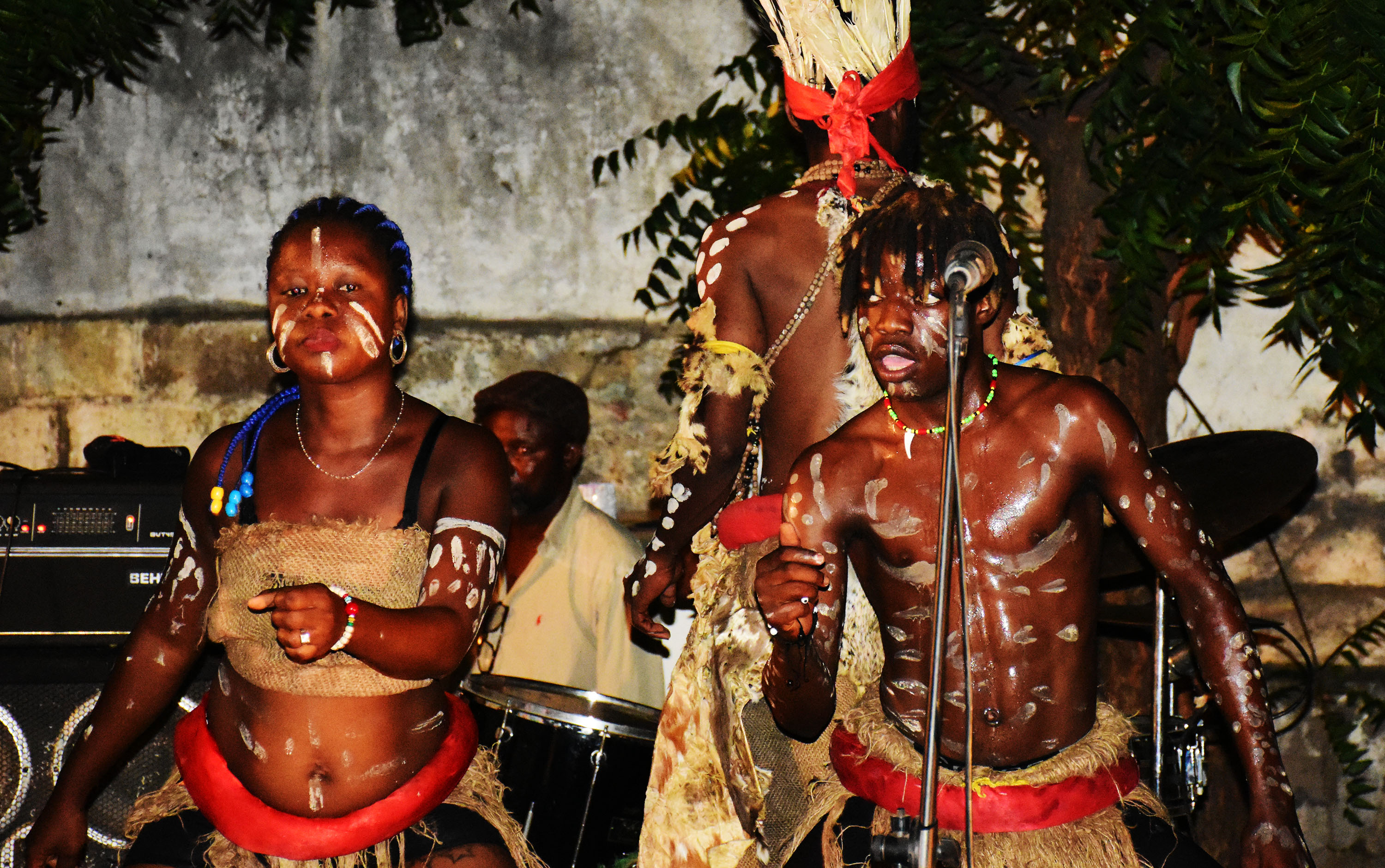
Espetáculo tradicional
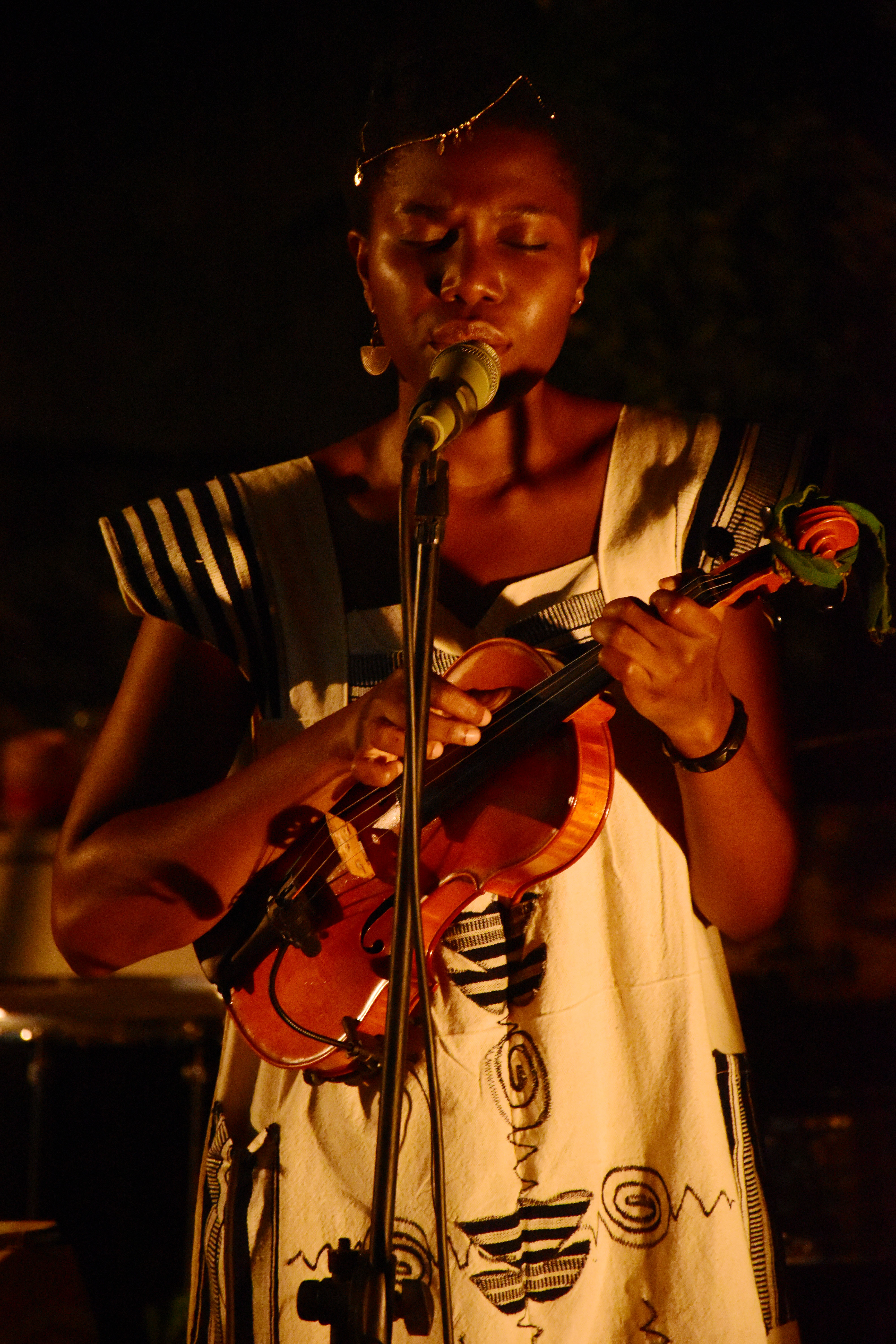
Violinista
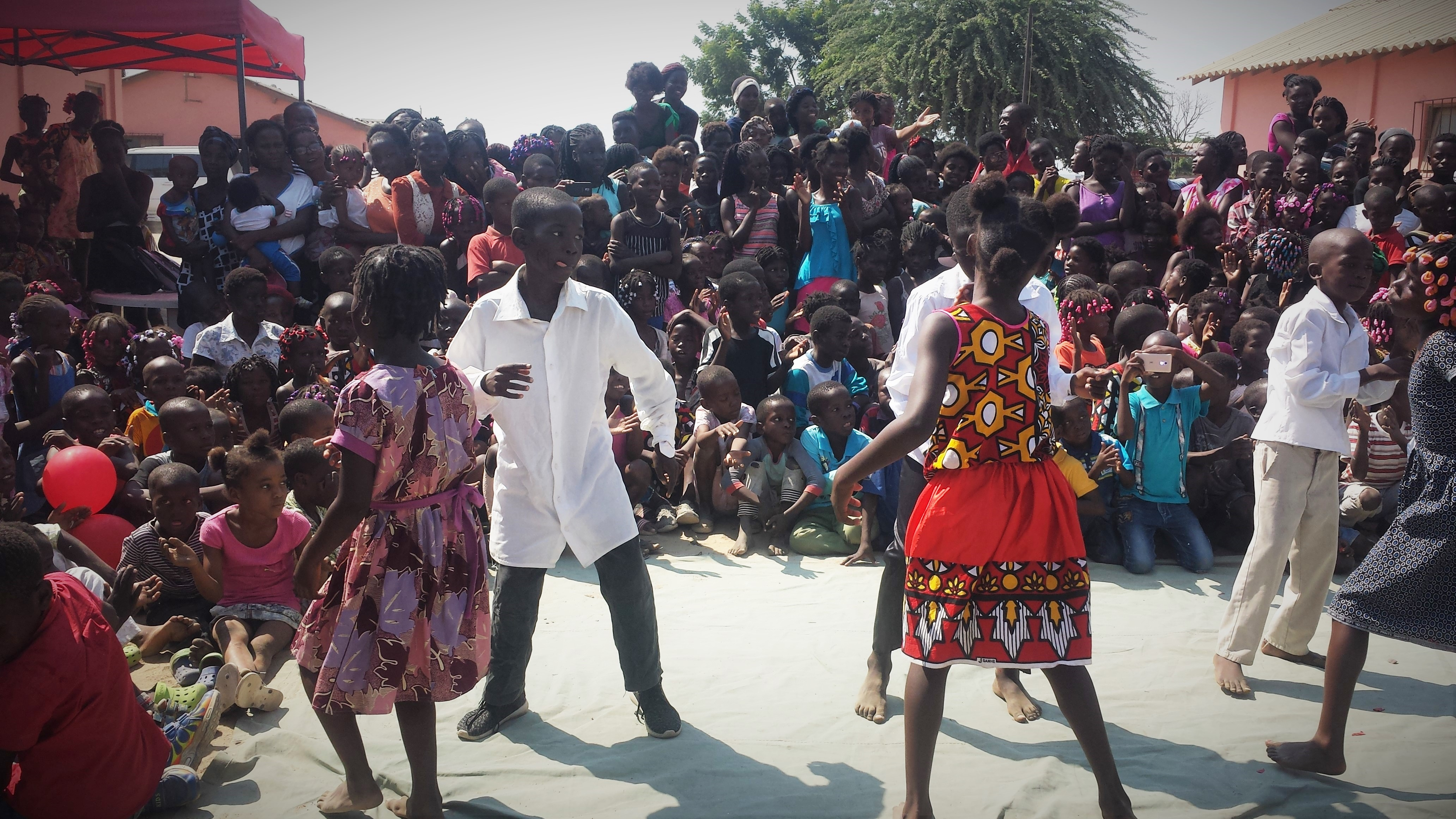
Crianças em festa
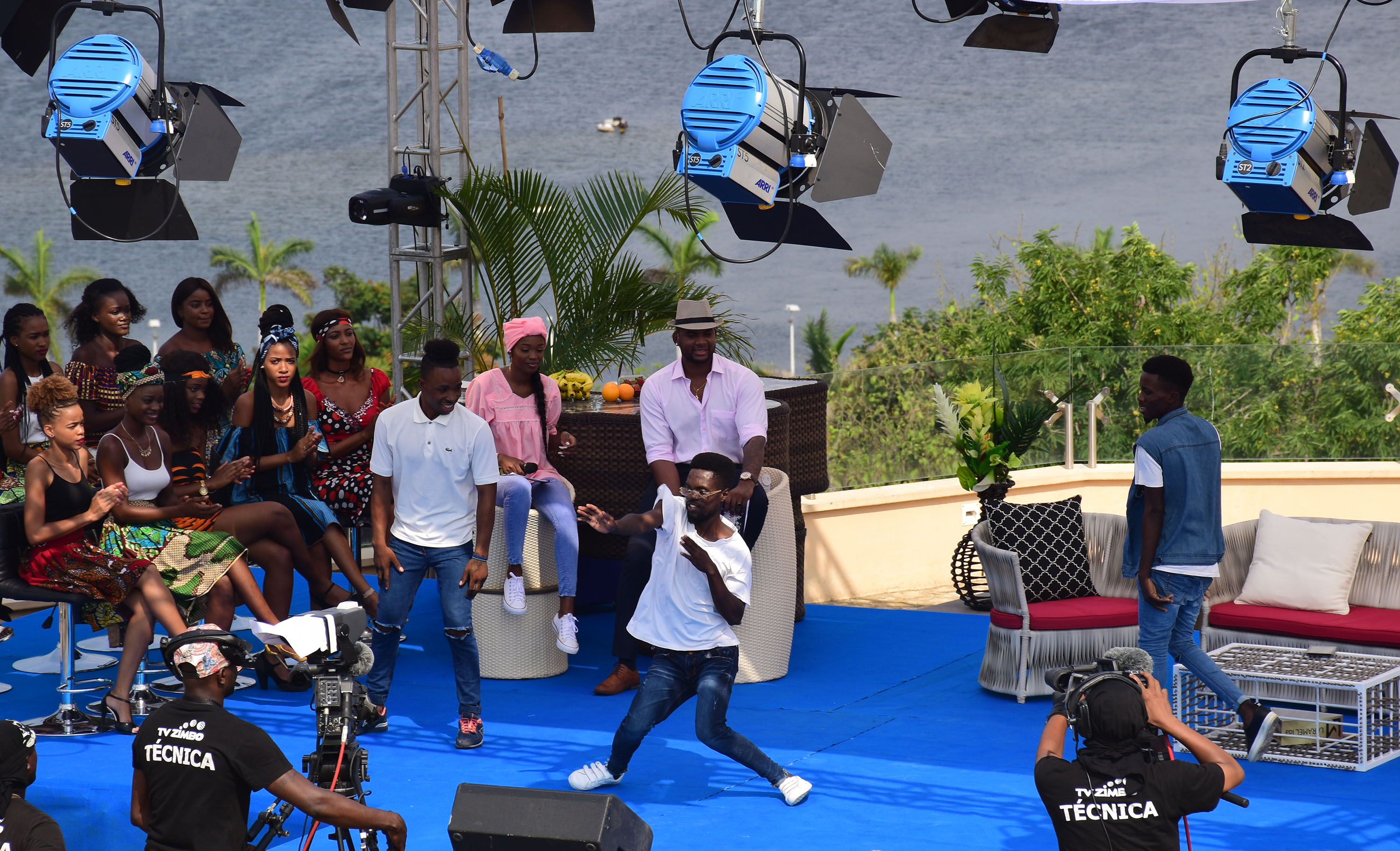
Espetáculo contemporâneo

Em Angola, a dança distingue diversos géneros, significados, formas e contextos, equilibrando a vertente recreativa com a sua condição de veículo de comunicação religiosa, curativa, ritual e mesmo de intervenção social. Não se restringindo ao âmbito tradicional e popular, manifesta-se igualmente através de linguagens académicas e contemporâneas. A presença constante da dança no quotidiano, é produto de um contexto cultural apelativo para a interiorização de estruturas rítmicas desde cedo. Iniciando-se pelo estreito contacto da criança com os movimentos da mãe (às costas da qual é transportada), esta ligação é fortalecida através da participação dos jovens nas diferentes celebrações sociais (Os jovens são os que mais se envolvem), onde a dança se revela determinante enquanto factor de integração e preservação da identidade e do sentimento comunitário.
Depois de vários séculos de colonização portuguesa, Angola acabou por também sofrer misturas com outras culturas actualmente presentes no Brasil, Moçambique e Cabo Verde. Com isto, entre as músicas e danças mais modernas, destacam-se o semba, o kuduro e a kizomba.

### Manifestações culturais
Todos os anos, de 22 a 24 de fevereiro, acontece o carnaval de Luanda, para celebrar o aniversário da independência do país (11 de novembro). Os habitantes da cidade se fantasiam, cantam e dançam nas ruas. São também os bakongo de origem angolana deportados para o Brasil como escravos a partir de 1500 que celebravam secretamente em homenagem ao seu antigo rei, o Manicongo. Foi esse festival que deu origem ao Carnaval do Rio de Janeiro.

### Teatro
- Teatro de improvisação, jogo de narrativa
- Teatro Ellinga (Luanda)

### Outros: marionetas, mímica, pantomima, prestidigitação
- Artes de rua, Artes circenses, Circo, Teatro de rua, Espetáculos de rua
- Marionetas, Artes multidisciplinares, Performance
- Artes da marioneta em Angola[31] no site da União Internacional da Marioneta.

### Cinema
O início da produção cinematográfica em Angola tem como base a atracção pelo “exotismo” das paisagens, povos, costumes e culturas locais, bem como o registo do crescimento e desenvolvimento do império colonial português em África.
- Cinema em Angola
- Filmes de Angola
- Documentários de Angola

Filmes que foram rodados durante a época colonial:
- A Revolução de Maio, filme de António Lopes Ribeiro, 1937
- Um italiano em Angola
- Realizadores: Zézé Gamboa, Sarah Maldoror
- New Angola Theater[32]

### Outros
- Vídeo, Jogos eletrónicos, Arte digital, Arte interativa
- Rede Africana de Promotores e Empreendedores Culturais (RAPEC), ONG
- Sociedade Africana de Cultura, associação (SAC, 1956), que se tornou a Comunidade Africana de Cultura (CAC)
- Congresso de Escritores e Artistas Negros (1956)
- Festival Mundial de Artes Negras (1966, 2010)
- Irmandades de caçadores na África

### Turismo
- Turismo em Angola
- Atrações turísticas em Angola
- Conselhos aos viajantes para Angola
  - França Diplomatie.gouv.fr[33]
  - CG Suíça eda.admin.ch[34]
  - EUA US travel.state.gov[35]

## Património
O programa Património Cultural Imaterial da Humanidade (UNESCO) incluiu Sona, desenhos e figuras geométricas na areia, deste país em sua lista representativa do património cultural imaterial da humanidade (em Dez/2023).

### Museus e outras instituições
- Lista de museus, incluindo:
  - Museu Nacional da Escravatura
  - Museu da Moeda

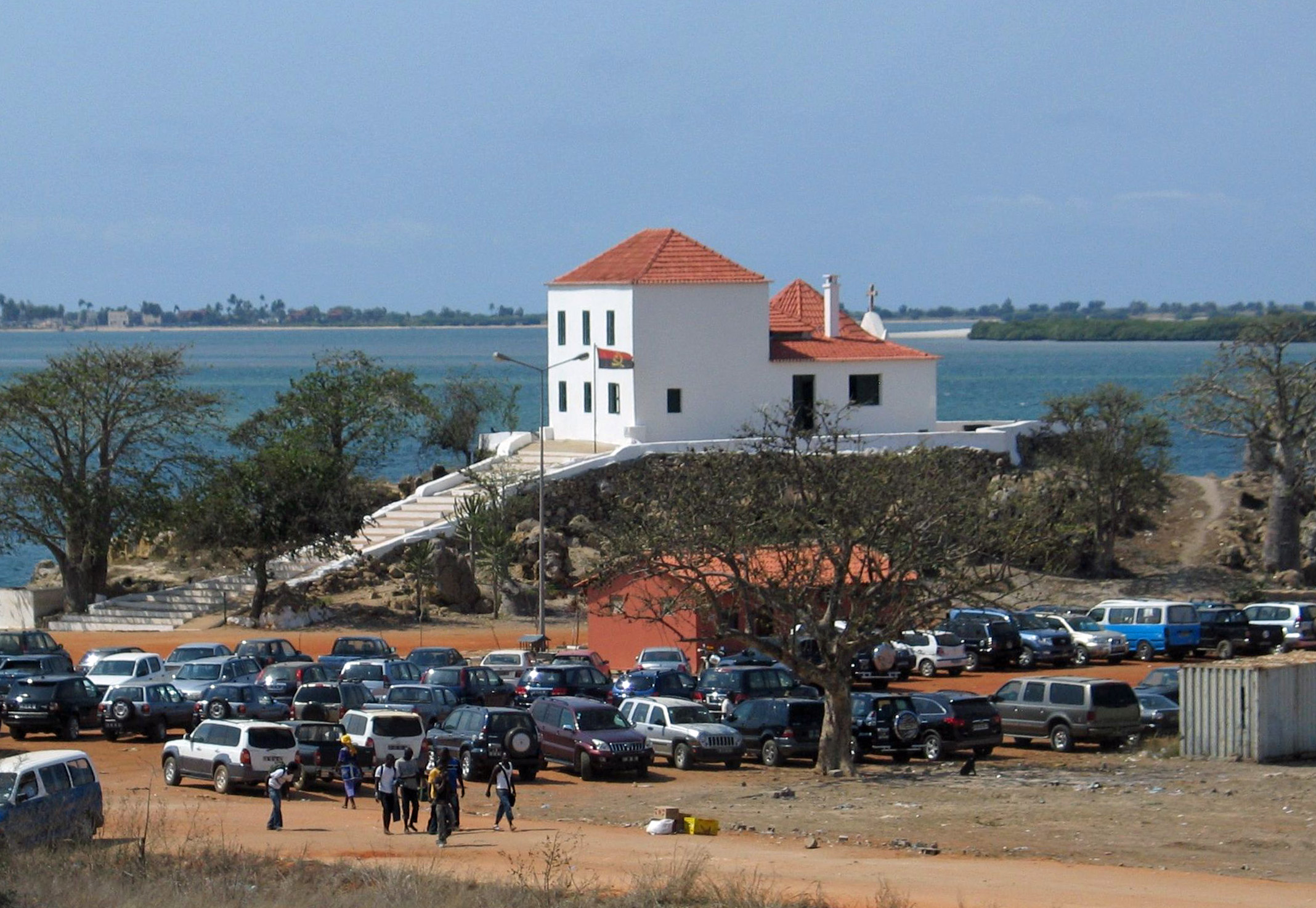
Museu Nacional da Escravatura em Luanda

  - [[Museu Nacional de Antropologia (Angola)|Museu Nacional de Antropologia
  - Museu Nacional de História Natural de Angola]]
  - Museu do Dundo
  - Museu das Forças Armadas

### Lista do Património Mundial
O programa do Património Mundial (UNESCO, 1971) inscreveu em sua lista do Património Mundial (em 12/01/2016): Lista do Património Mundial em Angola.
- M'banza Congo (2017)

### Registro Internacional Memória do Mundo
O Registo da Memória do Mundo (UNESCO, 1992) inscreveu no seu registo internacional Memória do Mundo (em 15/01/2016):
- 2011: Arquivos dos Dembos / Arquivos dos ndembu.[37]

## Discografia
- Angolan freedom songs (gravado por combatentes da UPA em Angola), Smithsonian Folkways recordings, Washington, 1962[39]
- Angola: victory is certain!, Smithsonian Folkways recordings, Washington, 1970[40]
- Angola: forward, people's power!, Smithsonian Folkways recordings, Washington, 1978[41]
- Bonga: Angola 72/74, Productions Sunset-France, Boulogne, distrib. Auvidis, 1986
- 1975-1995: Indépendencia! (compil. François Post), Lusafrica, Paris, 1995

## Filmografia
- Canta Angola (2000), filme de Ariel de Bigault, Biblioteca Pública de Informação do Centro Pompidou, Paris, 2006, 59 min (DVD)[42]